# ایگور پیدوبنی
ایگور پیدوبنی (اوکراینی: Ігор Миколайович Піддубний؛ زادهٔ ۱۸ ژوئن ۱۹۶۵) روزنامه‌نگار اهل اوکراین  است.